# Paul van Tongeren (vredeswerker)
Paul van Tongeren (Heemstede, 21 april 1942) was in zijn werkzame leven actief op het gebied van vredesopbouw en conflictpreventie. Zijn vader was de Nederlandse uitvinder en verzetsman Hermannus van Tongeren jr. Van Tongeren is de auteur van de biografie van verzetsstrijdster Jacoba van Tongeren die in 2015 verscheen.

## Studententijd
Paul van Tongeren studeerde politieke wetenschappen en rechten aan de Universiteit van Amsterdam. Hij was student-lid van een universitaire commissie die zich over de vraag boog of er een Bureau Buitenland aan de universiteit moest komen. Daarop kregen hij en een collega de opdracht om dit bureau aan de Universiteit van Amsterdam op te richten. Tegelijkertijd was hij medeoprichter en secretaris van de landelijke Rietsuikeraktie (1968). Hij was namens de Rietsuikeraktie nauw betrokken bij de oprichting van de Vereniging van Wereldwinkels.

## Carrière
Van 1970-1974 was van Tongeren medeoprichter en mededirecteur van Bureau Buitenland van de Universiteit van Amsterdam.
In 1974 ging hij werken bij de Nationale Commissie voor Ontwikkelingsstrategie (NCO, of 'Commissie Claus'). Vanuit de NCO heeft hij met name gestimuleerd dat gemeenten actief werden op het vlak van ontwikkelingssamenwerking.
In de negentiger jaren verschoof zijn aandacht naar de oorlog en vredesproblematiek. In 1997 richtte hij het European Centre for Conflict Prevention (ECCP) op, gevestigd in Utrecht, waarvan hij directeur werd. Het ECCP wilde meer aandacht voor de preventie van (gewelddadige) conflicten, in met name burgeroorlogen. Het gaf daar een tiental boeken over uit, stimuleerde een Bijzondere Leerstoel over conflictpreventie aan de Universiteit Utrecht, en richtte het Europees Platform voor Conflict Preventie op.
In 2001 bracht toenmalig secretaris-generaal Kofi Annan van de Verenigde Naties een notitie uit over conflictpreventie. Naar aanleiding van een voorstel uit die notitie kreeg van Tongeren een uitnodiging om een internationale conferentie bij de Verenigde Naties in New York te houden over de invloed van de burgermaatschappij (civil society) op vredesopbouw (2005). Van Tongeren vond 15 regio's bereid een voorbereidingsconferentie te houden; het Global Partnership for the Prevention of Armed Conflict (GPPAC) werd daarvoor opgericht. Van Tongeren werd secretaris-generaal van GPPAC, tot 2010.
Na 2010 richtte hij zich vooral op het schrijven over Local Peace Committees en Infrastructure for Peace.

## Auteur biografie
Nadat van Tongeren zich jarenlang op de internationale vrede had gericht, is hij zijn eigen familiegeschiedenis gaan onderzoeken. In 2013 vond hij in de archieven van het NIOD een verwijzing naar documenten van zijn tante Jacoba van Tongeren en haar werk als verzetsstrijdster. In de archieven van de Vrijmetselaars lagen de 'Herinneringen', haar originele memoires. Op advies van NIOD-directrice Marjan Schwegman, die het materiaal als zeer relevant beoordeelde, heeft hij een boek over Jacoba van Tongeren en haar verzetsgroep geschreven, in samenwerking met Trudy Admiraal. Het boek kwam in 2015 uit en leidde tot veel activiteiten rondom de verzetsstrijdster, die tot dan toe vrijwel onbekend gebleven was. In ruim honderd scholen, vooral in Amsterdam werd de voorstelling 'De Bonnenkoningin' gegeven door Karel Baracs, Stadsverteller van Amsterdam, deels samen met Paul van Tongeren. In 2016 werd in Amsterdam een brug naar Jacoba van Tongeren genoemd. Door inspanningen van het bestuur van de Stichting Jacoba van Tongeren, waar Paul van Tongeren voorzitter van is,  werd in 2021 een standbeeld voor Jacoba van Tongeren opgericht in de Antillenstraat in Amsterdam.
In 2025 schreef hij samen met Mirjam Lange 'Een land in verzet. Hoe een miljoen mensen opstonden tegen de nazi's'. Het verzet blijkt veel groter dan tot nu toe is gedacht. 20% van de Nederlandse werkende bevolking kwam in verzet. Vele honderdduizenden doken onder of boden onderduikers onderdak, staakten of sloten zich aan bij een verzetsgroep.